# Thiodina vellardi
Thiodina vellardi är en spindelart som beskrevs av Soares, Camargo 1948. Thiodina vellardi ingår i släktet Thiodina och familjen hoppspindlar. Inga underarter finns listade i Catalogue of Life.